# Dillo
Dillo és un navegador web multiplataforma, publicat com programari lliure sota llicència GPL. La seva primera versió data del desembre del 1999; està desenvolupat en C i GTK+-1.2.x, a més de GLib. El motor de renderitzat de Dillo està basat en la versió 0.2.2 de Gzilla.
Dillo es caracteritza per la seva velocitat i petita grandària (ocupa aproximadament 350 kB), el que ho torna especialment útil en computadors amb baixos recursos. Sumat a això, Dillo es pot considerar un navegador segur —el suport per a cookies està desactivat per defecte.
A la versió 0.8.6 del 2 de maig de 2006, Dillo encara no té suport per a CSS, Java, JavaScript i GIF animats. El suport per a frames és molt limitat: Dillo mostra un hiperenllaç a cada frame, i seguidament mostra el contingut de l'element NOFRAMES (secció apuntada per a les aplicacions que no poden mostrar frames). No hi ha suport per a navegació per pestanyes ni codificació de caràcters diferent de Latin-1 en les versions oficials, però sí aplicant pegats de tercers. Existeixen també pegats per al suport d'antialiasing del text.
Actualment, els esforços no estan posats a incorporar noves característiques al navegador sinó a abandonar GTK+ en favor de FLTK, que permetria, entre altres coses, suport per a UTF-8, antialiàsing i facilitar la seva portabilitat, a més del suport per a connectors en una manera similar a la de Mozilla Firefox.